# В горах річки бурхливі
«В горах річки бурхливі» («В горах реки бурные») — радянський телефільм 1974 року, знятий режисером Володимиром Чеботарьовим на Північно-Осетинській телестудії.

## Сюжет
Фільм про період масштабного будівництва багатоповерхових будинків у Владикавказі, про роботу трестів та їх конкуренцію. На будівництві працювали династії майстрів, молодь переймала досвід старших.

## У ролях
- Володимир Тхапсаєв — Бімболат Умарович Цараков (дублював Володимир Самойлов)
- Маїрбек Ікаєв — Андрій Дударович, секретар міськкому з промисловості
- Юрій Мерденов — Магомет, керуючий трестом
- Бімболат Кумалагов — Казбек, молодший син Бімболата (дублював Сергій Малишевський)
- Коста Бірагов — Алан, старший син Бімболата
- Лариса Вадько — Марина Басіна, кранівниця
- Афасса Дзугкоєва — Тамара, дружина Бімболата
- І. Кесаєва — Віра, дружина Магомета
- Серафима Ікаєва — мати Андрія
- Бексолтан Тулатов — Дзабо
- Світлана Дудієва — Земфіра, дочка Магомета
- Казбек Хутугов — Олег
- Варвара Каргінова — бабуся-новосел
- Олена Туменова — епізод
- Володимир Баллаєв — епізод
- Володимир Макієв — епізод
- В. Галазов — аксакал
- Тотрбек Басієв — епізод
- Ахсарбек Бекмурзов — залицяльник
- Феодосія Гагієва — подруга Марини
- Анатолій Дзиваєв — архітектор
- Іван Колесников — епізод
- Костянтин Томаєв — член комісії
- Урузмаг Хурумов — епізод

## Знімальна група
- Режисер — Володимир Чеботарьов
- Сценарист — Ахсарбек Агузаров
- Оператор — Герман Шатров
- Композитор — Олександр Гольдштейн
- Художник — Тотрбек Басієв